# Серебренников Сергій Олександрович
Сергій Олександрович Серебренников (нар. 1 вересня 1976, Улан-Уде) — колишній російський та український футболіст, тепер — футбольний агент. Грав на позиції півзахисника. Завершив виступи, граючи за клуб «Руселаре» з Бельгії.
Колишній гравець збірної України, за яку провів 12 матчів, забив 1 м'яч. Дебютував 15 серпня 2001 в товариському матчі проти збірної Латвії.

## Титули і досягнення
- Чемпіон України (3):

«Динамо» (Київ): 1998–99, 1999–2000, 2000–01
- Володар Кубка України (2):

«Динамо» (Київ): 1998–99, 1999–2000
- Чемпіон Бельгії (2):

«Брюгге»: 2002–03, 2004–05
Срібний призер чемпіонату Бельгії: 2004
Бронзовий призер чемпіонату Бельгії: 2006
- Володар Кубка Бельгії (1):

«Брюгге»: 2003–04
- Володар Суперкубка Бельгії (3):

«Брюгге»: 2002, 2003, 2004